# Goldene Himbeere 2014
Die Goldene Himbeere 2014 (englisch 34th Golden Raspberry Awards) zeichnete die schlechtesten Leistungen des Filmjahres 2013 aus. Die Preisverleihung fand am Vorabend der Oscarverleihung, dem 1. März 2014, in Los Angeles, Kalifornien statt. Die Nominierungen wurden am 15. Januar 2014 bekanntgegeben. Mit neun Nennungen erhielt der Film Kindsköpfe 2 von Dennis Dugan die meisten Nominierungen (gewann aber nicht eine einzige Kategorie), gefolgt von After Earth, A Madea Christmas und Movie 43 mit jeweils sechs Nominierungen. Sylvester Stallone wurde zum 31. Mal nominiert.

## Preisträger und Nominierte
Es folgt die komplette Liste der Preisträger und Nominierten.
| Kategorien | Preisträger und Nominierte |
| --- | -------------------------- |
| Schlechtester Film |                            |
| Movie 43 (Relativity Media) |                            |
| After Earth (Columbia) |                            |
| Kindsköpfe 2 (Columbia) |                            |
| Lone Ranger (Disney) |                            |
| A Madea Christmas (Lionsgate) |                            |
| Schlechtester Schauspieler |                            |
| Jaden Smith in After Earth als Kitai Raige |                            |
| Johnny Depp in Lone Ranger als Tonto |                            |
| Ashton Kutcher in Jobs als Steve Jobs |                            |
| Adam Sandler in Kindsköpfe 2 als Lenny Feder |                            |
| Sylvester Stallone in Shootout – Keine Gnade, Escape Plan und Zwei vom alten Schlag als James „Bobo“ Bonomo, Ray Breslin und Henry „Razor“ Sharp |                            |
| Schlechteste Schauspielerin |                            |
| Tyler Perry in A Madea Christmas als Madea |                            |
| Halle Berry in The Call – Leg nicht auf! und Movie 43 als Jordan Turner und Emily |                            |
| Selena Gomez in Getaway als The Kid |                            |
| Lindsay Lohan in The Canyons als Tara |                            |
| Naomi Watts in Diana und Movie 43 als Diana, Princess of Wales und Samantha Miller |                            |
| Schlechtester Nebendarsteller |                            |
| Will Smith in After Earth als Cypher Raige |                            |
| Chris Brown in Battle of the Year als Rooster |                            |
| Larry the Cable Guy in A Madea Christmas als Buddy |                            |
| Taylor Lautner in Kindsköpfe 2 als Frat Boy Andy |                            |
| Nick Swardson in Kindsköpfe 2 und Ghost Movie als Nick Hilliard und Chip, das Medium |                            |
| Schlechteste Nebendarstellerin |                            |
| Kim Kardashian in Temptation: Confessions of a Marriage Counselor als Ava |                            |
| Salma Hayek in Kindsköpfe 2 als Roxanne Chase-Feder |                            |
| Katherine Heigl in The Big Wedding als Lyla Griffin |                            |
| Lady Gaga in Machete Kills als La Cameleón 3 |                            |
| Lindsay Lohan in InAPPropriate Comedy und Scary Movie 5 als sie selbst |                            |
| Schlechteste Filmpaarung |                            |
| Jaden Smith und Will Smith in After Earth |                            |
| Die gesamte Besetzung von Kindsköpfe 2 |                            |
| Die gesamte Besetzung von Movie 43 |                            |
| Lindsay Lohan und Charlie Sheen in Scary Movie 5 |                            |
| Tyler Perry und entweder Larry the Cable Guy oder das abgenutzte Kostüm in A Madea Christmas |                            |
| Schlechtestes Prequel, Remake oder Fortsetzung |                            |
| Lone Ranger (Disney) |                            |
| Kindsköpfe 2 |                            |
| Hangover 3 (Warner Bros.) |                            |
| Scary Movie 5 (The Weinstein Company) |                            |
| Die Schlümpfe 2 (Columbia/Sony Animation) |                            |
| Schlechteste Regie |                            |
| Die 13 Regisseure (Elizabeth Banks, Steven Brill, Steve Carr, Rusty Cundieff, James Duffy, Griffin Dunne, Peter Farrelly, Patrik Forsberg, Will Graham, James Gunn, Bob Odenkirk, Brett Ratner und Jonathan van Tulleken) von Movie 43 |                            |
| Dennis Dugan für Kindsköpfe 2 |                            |
| Tyler Perry für A Madea Christmas und Temptation: Confessions of a Marriage Counselor |                            |
| M. Night Shyamalan für After Earth |                            |
| Gore Verbinski für Lone Ranger |                            |
| Schlechtestes Drehbuch |                            |
| Movie 43 (Steve Baker, Ricky Blitt, Will Carlough, Tobias Carlson, Jacob Fleisher, Patrik Forsberg, Will Graham, James Gunn, Claes Kjellstrom, Jack Kukoda, Bob Odenkirk, Bill O’Malley, Matthew Alec Portenoy, Greg Pritikin, Rocky Russo, Olle Sarri, Elizabeth Wright Shapiro, Jeremy Sosenko, Jonathan van Tulleken und Jonas Wittenmark) |                            |
| After Earth (M. Night Shyamalan, Gary Whitta und Will Smith) |                            |
| Kindsköpfe 2 (Adam Sandler, Tim Herlihy und Fred Wolf) |                            |
| Lone Ranger (Justin Haythe, Ted Elliott und Terry Rossio) |                            |
| A Madea Christmas (Tyler Perry) |                            |